# اقلیم دبی

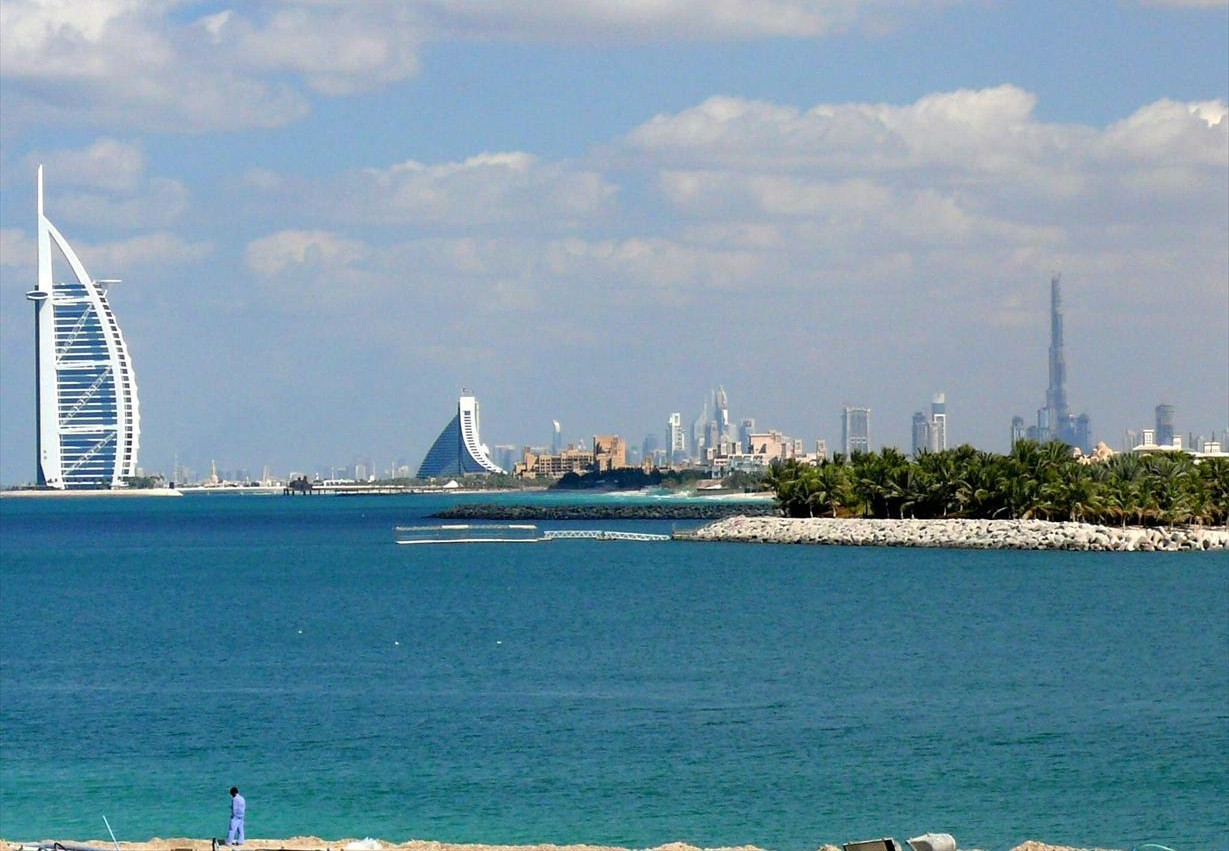
آسمان دبی در یک روز زمستانی.

دبی دارای آب و هوا بسیار گرم و خشک می‌باشد. دبی در فصل تابستان بسیار گرم، پر باد و خشک است و به طور میانگین دارای دمایی در حدود ۴۰ درجهٔ سانتی‌گراد (۱۰۴ درجهٔ فارنهایت) در روز و ۳۰ درجهٔ سانتی‌گراد (۸۶ درجهٔ فارنهایت) در شب می‌باشد. همچنین در اغلب روزهای سال آسمانی آفتابی مشاهده می‌شود.
دبی در فصل زمستان نیز گرم است و به طور میانگین دارای دمای ۲۳ درجهٔ سانتی‌گراد (۷۳ درجهٔ فارنهایت) در روز و ۱۴ درجهٔ سانتی‌گراد (۵۷ درجهٔ فارنهایت) در شب می‌باشد. 
میزان بارش در دبی ۱۵۰ میلی‌متر (۵.۹۱ اینچ) در سال می‌باشد.
| داده‌های اقلیم دبی (۲۰۰۸)              | داده‌های اقلیم دبی (۲۰۰۸) | داده‌های اقلیم دبی (۲۰۰۸) | داده‌های اقلیم دبی (۲۰۰۸) | داده‌های اقلیم دبی (۲۰۰۸) | داده‌های اقلیم دبی (۲۰۰۸) | داده‌های اقلیم دبی (۲۰۰۸) | داده‌های اقلیم دبی (۲۰۰۸) | داده‌های اقلیم دبی (۲۰۰۸) | داده‌های اقلیم دبی (۲۰۰۸) | داده‌های اقلیم دبی (۲۰۰۸) | داده‌های اقلیم دبی (۲۰۰۸) | داده‌های اقلیم دبی (۲۰۰۸) | داده‌های اقلیم دبی (۲۰۰۸) |
| ماه                                   | ژانویه                   | فوریه                    | مارس                     | آوریل                    | مه                       | ژوئن                     | ژوئیه                    | اوت                      | سپتامبر                  | اکتبر                    | نوامبر                   | دسامبر                   | سال                      |
| ------------------------------------- | ------------------------ | ------------------------ | ------------------------ | ------------------------ | ------------------------ | ------------------------ | ------------------------ | ------------------------ | ------------------------ | ------------------------ | ------------------------ | ------------------------ | ------------------------ |
| میانگین بیش‌ترین °C (°F)               | —                        | —                        | ۲۸٫۲ (۸۳)                | ۳۲٫۹ (۹۱)                | ۳۷٫۶ (۱۰۰)               | ۳۹٫۵ (۱۰۳)               | ۴۰٫۸ (۱۰۵)               | ۴۱٫۳ (۱۰۶)               | ۳۸٫۹ (۱۰۲)               | ۳۵٫۴ (۹۶)                | ۳۰٫۵ (۸۷)                | ۲۶٫۲ (۷۹)                | ۳۳٫۴ (۹۲)                |
| میانگین روزانه °C (°F)                | ۱۹ (۶۶)                  | ۲۰ (۶۸)                  | ۲۲٫۵ (۷۳)                | ۲۶ (۷۹)                  | ۳۰٫۵ (۸۷)                | ۳۳ (۹۱)                  | ۳۴٫۵ (۹۴)                | ۳۵٫۵ (۹۶)                | ۳۲٫۵ (۹۱)                | ۲۹ (۸۴)                  | ۲۴٫۵ (۷۶)                | ۲۱ (۷۰)                  | ۲۷٫۵ (۸۲)                |
| میانگین کم‌ترین °C (°F)                | ۱۴٫۳ (۵۸)                | ۱۵٫۴ (۶۰)                | ۱۷٫۶ (۶۴)                | ۲۰٫۸ (۶۹)                | ۲۴٫۶ (۷۶)                | ۲۷٫۲ (۸۱)                | ۲۹٫۹ (۸۶)                | ۳۰٫۲ (۸۶)                | ۲۷٫۵ (۸۲)                | ۲۳٫۹ (۷۵)                | ۱۹٫۹ (۶۸)                | ۱۶٫۳ (۶۱)                | ۲۲٫۳ (۷۲)                |
| سابقهٔ کم‌ترین °C (°F)                  | ۸ (۴۶)                   | ۷ (۴۵)                   | ۱۱ (۵۲)                  | ۸ (۴۶)                   | ۱۷ (۶۳)                  | ۲۲ (۷۲)                  | ۲۵ (۷۷)                  | ۲۵ (۷۷)                  | ۲۲ (۷۲)                  | ۱۶ (۶۱)                  | ۱۳ (۵۵)                  | ۱۰ (۵۰)                  | ۷ (۴۵)                   |
| بارندگی میلی‌متر (اینچ)                | ۱۵٫۶ (۰٫۶۱)              | ۲۵٫۰ (۰٫۹۸)              | ۲۱٫۰ (۰٫۸۳)              | ۷٫۰ (۰٫۲۸)               | ۰٫۴ (۰٫۰۲)               | ۰٫۰ (۰)                  | ۰٫۸ (۰٫۰۳)               | ۰٫۰ (۰)                  | ۰٫۰ (۰)                  | ۱٫۲ (۰٫۰۵)               | ۲٫۷ (۰٫۱۱)               | ۱۴٫۹ (۰٫۵۹)              | ۸۸٫۶ (۳٫۴۹)              |
| میانگین روزهای بارندگی                | ۵                        | ۷                        | ۶                        | ۳                        | ۰                        | ۰                        | ۱                        | ۰                        | ۰                        | ۰                        | ۱                        | ۵                        | ۲۸                       |
| منبع شماره ۱: دفتر مرکزی هواشناسی دبی |                          |                          |                          |                          |                          |                          |                          |                          |                          |                          |                          |                          |                          |
| منبع شماره ۲: Qwikcast                |                          |                          |                          |                          |                          |                          |                          |                          |                          |                          |                          |                          |                          |